# Едуардо Куня
Едуардо Косентино да Куня (на португалски: Eduardo Cosentino da Cunha, р. 20 септември 1958 г.) е бразилски политик, депутат на PMDB в долната камара на Бразилския национален конгрес, избран от щата Рио де Жанейро. От 1 февруари 2015 г. до 7 юли 2016 заема длъжността Председател на Камара на депутатите на Бразилия.